# ミヤコシ
株式会社ミヤコシは、印刷機械、印刷関係機器の製造から販売までを手掛けているメーカーである。
ビジネスフォーム印刷機が旗艦製品であったが、それ以外にもロールコレーターや圧着ハガキ加工機、書籍印刷機、パッケージ印刷機等幅広い製品ラインナップを誇る。
1990年代はヨーロッパを初めとする連続伝票印刷機への投資ブームに乗り、海外での好調な業績により急成長している。その後ビジネスフォーム市場が縮小、さらにミューラー・マルティニなどのヨーロッパ製設備が高品質かつ廉価に提供されたことからヨーロッパ市場が縮小、市場開放政策で投資熱が高まった中国市場への転換を図り、北京豹馳を中国地区総代理店にする営業戦略により販売を順調に伸ばした。
その後は中国でも連続帳票に代表されるビジネスフォームの市場縮小、また中国に進出した太陽機械を初めとする中国製設備の品質向上に、秋田県及び福井県（こちらは補助的な生産拠点）での国内生産に固執した結果、コスト的に対抗できなくなったため、主力製品をオンデマンド印刷に対応したインクジェットに移行させるべく事業転換を図り、コスト削減などによる原価率改善運動を展開している。また2005年にはLF(Look Future)事業部を新設して新事業の展開を図ったが、2009年4月の組織改編では当該事業部は消滅している。

## 概要
- 社名　株式会社ミヤコシ
- 英文社名　Miyakoshi Printing Machinery Co., Ltd.
- 創業　1946年5月10日
- 本社所在地　 〒275-0016 千葉県習志野市津田沼1-13-5　本社地図（MapFan Web）
- 代表取締役社長　宮腰巖

## 沿革
- 1946年　前身の有限会社新栄鉄工所設立
- 1949年　東京都江戸川区平井へ本社移転
- 1950年　有限会社宮腰鉄工所に改称
- 1961年　宮腰機械製作株式会社に改称
- 1969年　千葉県八千代市に工場を移転
- 1970年　販売部門として宮腰印刷機械株式会社を設立
- 1973年　秋田県に宮腰情報機械株式会社を設立
- 1975年　大阪支店を開設
- 1981年　秋田県に宮腰精機株式会社を設立
- ビジネスフォーム機MVFを完成
- 1982年　名古屋支店及び川越サービスセンターを開設
- 1984年　福井県に宮腰機工株式会社を設立
- 1985年　秋田県にカリワノエンジニアリング株式会社を設立
- 1987年　ミヤコシアメリカを設立/九州営業所を開設
- 1988年　東北営業所を開設
- 1990年　埼玉営業所を開設
- 1992年　製造部門と販売部門を統括し株式会社ミヤコシに改称
- 千葉県習志野市津田沼1-13-5へ本社移転
- 1999年　東京パック株式会社の製造を継承
- 圧着ハガキ加工機MCC13を完成
- 2000年　CD/DVD印刷機mcdo-1を完成
- 2001年　セクショナルドライブビジネスフォーム印刷機MVF20Sを完成
- 2003年　A/B判兼用輪転印刷機BCM26A，ラベル印刷機MLP10Aを完成
- 2004年　インキジェットプリンターMJP600を完成
- 2005年　ミルクカートン印刷機ARCISTAを完成
- 2006年　創立60周年